# Врховни суд Републике Хрватске
Врховни суд Републике Хрватске је највиши суд у Хрватској и обезбјеђује јединствену примјену права и равноправност свих у његовој примјени.
Сједиште Врховног суда је у Загребу.

## Надлежност
Врховни суд Републике Хрватске:
- обезбјеђује јединствену примјену права и равноправност свих у његовој примјени;
- одлучује о редовним правним лијековима кад је то прописано посебним законом;
- одлучује о ванредним правним лијековима против правоснажних одлука судова;
- рјешава о сукобу надлежности кад је то прописано посебним законом;
- разматра актуелна питања судске праксе, анализира потребе за стручним усавршавањем судија, судских савјетника и судијских приправника, те обавља друге послове одређене законом.

## Организација
Предсједника Врховног суда, уз претходно мишљење Опште сједнице Врховног суда и надлежног одбора Хрватског сабора, на предлог предсједника Републике бира и разрјешава Хрватски сабор. Предсједник Врховног суда се бира на четири године. За предсједника може бити изабрано лице које испуњава опште и посебне услове за судију Врховног суда. Ако је за предсједника изабрано лице које није судија Врховног суда онда ће га Државно судско вијеће именовати и за судију. О именовању, напредовању, премјештају, разрјешењу и дисциплинској одговорности судија Врховног суда одлучује Државно судско вијеће.
Врховни суд има два судска одјељења: Кривично и Грађанско. Кривично одјељење обухвата подручја кривичног и прекршајног права, те дисциплинских поступака према прописима о адвокатури и јавном биљежништву. Грађанско одјељење обухвата подручја грађанског, трговинског и управног права. Постоје још и Уред предсједника, организационе јединице за праћење, проучавање и биљежење судске праксе при одјељењима те за праћење и проучавање судске праксе судова при Савјету Европе и Европске уније, Центар судске праксе те организационе јединице за послове судске управе.
Општу сједницу Врховног суда чине предсједник и све судије Врховног суда. Општу сједницу сазива и њом предсједава предсједник. Општа сједница мора бити сазвана ако то затражи одјељење Врховног суда или једна четвртина свих судија. Предсједник Врховног суда може, према потреби, позвати на Општу сједницу и сједницу одјељења професоре дипломског универзитетског студија права, истакнуте научнике или стручњаке у одређеној грани права. За пуноважно одлучивање на Општој сједници потребна је присутност натполовичне већине свих судија, а одлуке се доносе већином гласова свих судија. Општа сједница Врховног суда: даје мишљење о нацрту закона или другог прописа којим се уређују питања од важности за рад судова или обављање судске власти; утврђује упутства судовима за праћење судске праксе; даје мишљење Министарству правде о висини средстава потребних за редовно обављање послова у судовима; обавља и друге послове прописане законом и Судским пословником.
Предсједник Врховног суда сазива и Општу сједницу Врховног суда уз судјеловање представника других судова. Ову сједницу чине све судије Врховног суда, по два представника Високог трговинског суда, Високог управног суда и Високог прекршајног суда и по један представник сваког жупанијског суда. На овој сједници се разматрају актуелна питања из судске праксе, утврђује предлог оквирних мјерила за рад судија и расправљају друга питања одређена законом.